# Aeropuerto de Helsinki-Vantaa
El aeropuerto de Helsinki-Vantaa (en finés: Helsinki-Vantaan lentoasema, en sueco: Helsingfors-Vanda flygplats) (IATA: HEL, OACI: EFHK) se encuentra en Vantaa, a 19 kilómetros del centro de Helsinki, la capital finlandesa. Es el aeropuerto más importante del país, y también uno de los más transitados en los países nórdicos. Hoy en día cuenta con unos 13 millones de pasajeros anualmente. El aeropuerto fue construido originalmente para los Juegos Olímpicos de Helsinki en 1952.
Helsinki-Vantaa tiene dos terminales, terminal uno y dos. Es además el hub de Finnair, Norwegian Air Shuttle y Flybe Nordic. Dispone de una aplicación para móviles para facilitar a los viajeros su estancia en el aeropuerto

## Aerolíneas y destinos

### Destinos nacionales
| Ciudades  | Nombre del aeropuerto             | Aerolíneas          |
| Finlandia | Finlandia                         | Finlandia           |
| --------- | --------------------------------- | ------------------- |
| Joensuu   | Aeropuerto de Joensuu             | Finnair             |
| Jyväskylä | Aeropuerto de Jyväskylä           | Finnair             |
| Kajaani   | Aeropuerto de Kajaani             | Finnair             |
| Kemi      | Aeropuerto de Kemi-Tornio         | Finnair             |
| Kittilä   | Aeropuerto de Kittilä             | Finnair             |
| Kokkola   | Aeropuerto de Kokkola-Pietarsaari | Finnair             |
| Kuopio    | Aeropuerto de Kuopio              | Finnair             |
| Kuusamo   | Aeropuerto de Kuusamo             | Finnair             |
| Mariehamn | Aeropuerto de Mariehamn           | Finnair             |
| Rovaniemi | Aeropuerto de Rovaniemi           | Finnair / Norwegian |
| Oulu      | Aeropuerto de Oulu                | Finnair             |
| Vaasa     | Aeropuerto de Vaasa               | Finnair             |

### Destinos internacionales
| Ciudades por países | Nombre del aeropuerto                                   | Aerolíneas |
| África              | África                                                  | África |
| ------------------- | ------------------------------------------------------- | --- |
| Cabo Verde          |                                                         | |
| Boa Vista           | Aeropuerto Internacional Aristides Pereira              | TUIfly Nordic (chárter estacional)                                                                                     |
| Sal                 | Aeropuerto Internacional Amílcar Cabral                 | Sunclass Airlines (chárter estacional) / TUIfly Nordic (chárter estacional)                                            |
| Egipto              |                                                         | |
| Hurgada             | Aeropuerto Internacional de Hurghada                    | Norwegian (estacional) / Jet Time (chárter estacional) / Sunclass Airlines (chárter estacional)                        |
| Marruecos           |                                                         | |
| Agadir              | Aeropuerto de Agadir-Al Massira                         | Norwegian (estacional)                                                                                                 |
| Marrakech           | Aeropuerto de Marrakech-Menara                          | Norwegian (estacional)                                                                                                 |
| América del Norte   |                                                         | |
| Canadá              |                                                         | |
| Toronto             | Aeropuerto Internacional Toronto Pearson                | Finnair (estacional) (reinicia el 4 de mayo de 2026)                                                                   |
| Estados Unidos      |                                                         | |
| Chicago             | Aeropuerto Internacional O'Hare                         | Finnair (estacional)                                                                                                   |
| Dallas              | Aeropuerto Internacional de Dallas-Fort Worth           | Finnair |
| Los Ángeles         | Aeropuerto Internacional de Los Ángeles                 | Finnair |
| Miami               | Aeropuerto Internacional de Miami                       | Finnair (estacional)                                                                                                   |
| Nueva York          | Aeropuerto Internacional John F. Kennedy                | Finnair |
| Seattle             | Aeropuerto Internacional de Seattle-Tacoma              | Finnair (estacional)                                                                                                   |
| Asia                |                                                         | |
| Catar               |                                                         | |
| Doha                | Aeropuerto Internacional Hamad                          | Finnair |
| China               |                                                         | |
| Shanghái            | Aeropuerto Internacional Pudong                         | Finnair / Juneyao Airlines                                                                                             |
| Zhengzhou           | Aeropuerto de Zhengzhou Xinzheng                        | Juneyao Airlines |
| Chipre              |                                                         | |
| Lárnaca             | Aeropuerto Internacional de Lárnaca                     | Finnair (estacional) / Jet Time (chárter estacional) / Norwegian (estacional) / Sunclass Airlines (chárter estacional) |
| Corea del Sur       |                                                         | |
| Seúl                | Aeropuerto Internacional de Incheon                     | Finnair |
| EAU                 |                                                         | |
| Dubái               | Aeropuerto Internacional de Dubái                       | Finnair (estacional)                                                                                                   |
| Hong Kong           |                                                         | |
| Hong Kong           | Aeropuerto Internacional de Hong Kong                   | Finnair |
| India               |                                                         | |
| Nueva Delhi         | Aeropuerto Internacional Indira Gandhi                  | Finnair |
| Japón               |                                                         | |
| Osaka               | Aeropuerto Internacional de Kansai                      | Finnair |
| Nagoya              | Aeropuerto Internacional Chūbu Centrair                 | Finnair (estacional)                                                                                                   |
| Tokio               | Aeropuerto Internacional de Haneda                      | Finnair / Japan Airlines                                                                                               |
| Tokio               | Aeropuerto Internacional de Narita                      | Finnair |
| Singapur            |                                                         | |
| Singapur            | Aeropuerto Internacional de Singapur                    | Finnair |
| Tailandia           |                                                         | |
| Bangkok             | Aeropuerto Internacional Suvarnabhumi                   | Finnair |
| Phuket              | Aeropuerto de Phuket                                    | Finnair (estacional) / TUIfly Nordic (chárter estacional)                                                              |
| Turquía             |                                                         | |
| Antalya             | Aeropuerto de Antalya                                   | Finnair (estacional) / Freebird Airlines (chárter estacional) / Pegasus Airlines / SunExpress (estacional)             |
| Gazipaşa            | Aeropuerto de Gazipaşa                                  | Finnair / Sunclass Airlines (chárter estacional)                                                                       |
| Estambul            | Aeropuerto de Estambul                                  | Turkish Airlines |
| Estambul            | Aeropuerto de Estambul-Sabiha Gökçen                    | Pegasus Airlines |
| Europa              |                                                         | |
| Alemania            |                                                         | |
| Berlín              | Aeropuerto de Berlín-Brandeburgo Willy Brandt           | Eurowings / Finnair |
| Düsseldorf          | Aeropuerto Internacional de Düsseldorf                  | Finnair |
| Fráncfort del Meno  | Aeropuerto de Fráncfort del Meno                        | Finnair / Lufthansa |
| Hamburgo            | Aeropuerto de Hamburgo-Fuhlsbüttel                      | Finnair |
| Múnich              | Aeropuerto Internacional de Múnich                      | Finnair / Lufthansa |
| Austria             |                                                         | |
| Innsbruck           | Aeropuerto de Innsbruck                                 | Finnair (estacional)                                                                                                   |
| Salzburgo           | Aeropuerto de Salzburgo                                 | Finnair (estacional)                                                                                                   |
| Viena               | Aeropuerto de Viena                                     | Finnair / Ryanair |
| Bélgica             |                                                         | |
| Bruselas            | Aeropuerto de Bruselas-National                         | Finnair |
| Charleroi           | Aeropuerto de Bruselas-Charleroi                        | Ryanair |
| Bulgaria            |                                                         | |
| Burgas              | Aeropuerto de Burgas                                    | Norwegian (estacional)                                                                                                 |
| Sofía               | Aeropuerto de Sofía                                     | Norwegian (estacional)                                                                                                 |
| Varna               | Aeropuerto de Varna                                     | Sunclass Airlines (chárter estacional)                                                                                 |
| Croacia             |                                                         | |
| Dubrovnik           | Aeropuerto de Dubrovnik                                 | Finnair (estacional) / Norwegian (estacional) / Ryanair (estacional)                                                   |
| Split               | Aeropuerto de Split                                     | Finnair (estacional) / Norwegian (estacional)                                                                          |
| Zadar               | Aeropuerto de Zadar                                     | Ryanair (estacional)                                                                                                   |
| Dinamarca           |                                                         | |
| Copenhague          | Aeropuerto de Copenhague-Kastrup                        | Finnair / Norwegian (estacional) / SAS                                                                                 |
| Eslovenia           |                                                         | |
| Liubliana           | Aeropuerto de Liubliana                                 | Finnair (estacional)                                                                                                   |
| España              |                                                         | |
| Alicante            | Aeropuerto de Alicante-Elche                            | Finnair / Norwegian Air Shuttle / Ryanair                                                                              |
| Barcelona           | Aeropuerto de Barcelona-El Prat                         | Finnair / Norwegian (estacional)                                                                                       |
| Fuerteventura       | Aeropuerto de Fuerteventura                             | Finnair (estacional)                                                                                                   |
| Gerona              | Aeropuerto de Gerona Costa Brava                        | Ryanair (estacional)                                                                                                   |
| Gran Canaria        | Aeropuerto de Gran Canaria                              | Finnair (estacional) / Jet Time (chárter estacional) / Norwegian (estacional) / Sunclass Airlines (chárter estacional) |
| Lanzarote           | Aeropuerto de Lanzarote                                 | Finnair (estacional) / Jet Time (chárter estacional)                                                                   |
| Madrid              | Aeropuerto de Madrid-Barajas                            | Finnair |
| Málaga              | Aeropuerto de Málaga-Costa del Sol                      | Finnair / Norwegian |
| Palma de Mallorca   | Aeropuerto de Palma de Mallorca                         | Finnair (estacional) / Norwegian (estacional) / Sunclass Airlines (chárter estacional)                                 |
| Tenerife            | Aeropuerto de Tenerife-Sur                              | Finnair (estacional) / Jet Time (chárter estacional) / Norwegian (estacional) / Sunclass Airlines (chárter estacional) |
| Estonia             |                                                         | |
| Tallin              | Aeropuerto de Tallin                                    | Finnair |
| Tartu               | Aeropuerto de Tartu                                     | Finnair |
| Francia             |                                                         | |
| Beauvais            | Aeropuerto de París-Beauvais                            | Ryanair |
| Niza                | Aeropuerto de Niza Costa Azul                           | Finnair / Norwegian (estacional)                                                                                       |
| París               | Aeropuerto de París-Charles de Gaulle                   | Air France / Finnair                                                                                                   |
| Grecia              |                                                         | |
| Atenas              | Aeropuerto Internacional Eleftherios Venizelos          | Aegean Airlines / Norwegian (estacional)                                                                               |
| Cos                 | Aeropuerto Internacional de Kos-Hipócrates              | Jet Time (chárter estacional)                                                                                          |
| Heraclión           | Aeropuerto Internacional de Heraclión Nikos Kazantzakis | Finnair (estacional) / Sunclass Airlines (chárter estacional)                                                          |
| Kalamata            | Aeropuerto de Kalamata                                  | Aegean Airlines (estacional)                                                                                           |
| La Canea            | Aeropuerto Internacional de La Canea                    | Finnair (estacional) / Jet Time (chárter estacional) / Norwegian (estacional) / Sunclass Airlines (chárter estacional) |
| Rodas               | Aeropuerto Internacional de Rodas-Diágoras              | Finnair (estacional) / Jet Time (chárter estacional) / Sunclass Airlines (chárter estacional)                          |
| Salónica            | Aeropuerto Internacional Macedonia                      | Ryanair |
| Santorini           | Aeropuerto Nacional de Santorini                        | Finnair (estacional)                                                                                                   |
| Zacinto             | Aeropuerto Internacional de Zante                       | Jet Time (chárter estacional)                                                                                          |
| Hungría             |                                                         | |
| Budapest            | Aeropuerto de Budapest-Ferenc Liszt                     | Finnair |
| Irlanda             |                                                         | |
| Dublín              | Aeropuerto de Dublín                                    | Finnair |
| Islandia            |                                                         | |
| Reikiavik           | Aeropuerto Internacional de Keflavík                    | Finnair / Icelandair                                                                                                   |
| Italia              |                                                         | |
| Bérgamo             | Aeropuerto de Bérgamo-Orio al Serio                     | Norwegian / Ryanair |
| Bolonia             | Aeropuerto de Bolonia                                   | Finnair (estacional)                                                                                                   |
| Milán               | Aeropuerto de Milán-Linate                              | Finnair (estacional)                                                                                                   |
| Milán               | Aeropuerto de Milán-Malpensa                            | Finnair |
| Nápoles             | Aeropuerto de Nápoles-Capodichino                       | Finnair (estacional)                                                                                                   |
| Pisa                | Aeropuerto de Pisa                                      | Norwegian (estacional)                                                                                                 |
| Roma                | Aeropuerto de Roma-Fiumicino                            | Finnair |
| Venecia             | Aeropuerto de Venecia Marco Polo                        | Finnair (estacional) / Ryanair (estacional)                                                                            |
| Verona              | Aeropuerto de Verona-Villafranca                        | Finnair (estacional)                                                                                                   |
| Kosovo              |                                                         | |
| Pristina            | Aeropuerto Internacional de Pristina                    | Norwegian (estacional)                                                                                                 |
| Letonia             |                                                         | |
| Riga                | Aeropuerto Internacional de Riga                        | AirBaltic / Finnair |
| Lituania            |                                                         | |
| Vilna               | Aeropuerto Internacional de Vilna                       | Finnair |
| Luxemburgo          |                                                         | |
| Luxemburgo          | Aeropuerto de Luxemburgo Findel                         | Luxair (reinicia el 2 de julio de 2026)                                                                                |
| Malta               |                                                         | |
| La Valeta           | Aeropuerto Internacional de Malta                       | Norwegian (estacional)                                                                                                 |
| Montenegro          |                                                         | |
| Tivat               | Aeropuerto de Tivat                                     | Norwegian (estacional)                                                                                                 |
| Noruega             |                                                         | |
| Alta                | Aeropuerto de Alta                                      | Finnair (via KTT) (inicia el 29 de marzo de 2026)                                                                      |
| Bergen              | Aeropuerto de Bergen                                    | Finnair |
| Bodo                | Aeropuerto de Bodo                                      | Finnair (estacional)                                                                                                   |
| Kirkenes            | Aeropuerto de Kirkenes-Høybuktmoen                      | Finnair (via IVL) |
| Oslo                | Aeropuerto de Oslo-Gardermoen                           | Finnair / Norwegian |
| Tromso              | Aeropuerto de Tromso                                    | Finnair |
| Trondheim           | Aeropuerto de Trondheim                                 | Finnair (estacional)                                                                                                   |
| Países Bajos        |                                                         | |
| Ámsterdam           | Aeropuerto de Ámsterdam-Schiphol                        | Finnair / KLM |
| Polonia             |                                                         | |
| Cracovia            | Aeropuerto de Cracovia-Juan Pablo II                    | Finnair |
| Gdansk              | Aeropuerto de Gdańsk-Lech Wałęsa                        | Finnair |
| Varsovia            | Aeropuerto Chopin de Varsovia                           | Finnair |
| Varsovia            | Aeropuerto de Varsovia-Modlin                           | Ryanair |
| Portugal            |                                                         | |
| Faro                | Aeropuerto de Faro                                      | Finnair (estacional)                                                                                                   |
| Funchal             | Aeropuerto de Madeira                                   | Finnair / Sunclass Airlines (chárter estacional)                                                                       |
| Lisboa              | Aeropuerto de Lisboa                                    | Finnair |
| Reino Unido         |                                                         | |
| Edimburgo           | Aeropuerto de Edimburgo                                 | Finnair |
| Londres             | Aeropuerto de Londres-Gatwick                           | Norwegian |
| Londres             | Aeropuerto de Londres-Heathrow                          | Finnair |
| Londres             | Aeropuerto de Londres-Stansted                          | Ryanair |
| Mánchester          | Aeropuerto de Mánchester                                | Finnair |
| República Checa     |                                                         | |
| Praga               | Aeropuerto Internacional de Ruzyně                      | Finnair |
| Rumania             |                                                         | |
| Bucarest            | Aeropuerto Internacional de Bucarest-Henri Coandă       | Norwegian (estacional)                                                                                                 |
| Suecia              |                                                         | |
| Estocolmo           | Aeropuerto de Estocolmo-Arlanda                         | Finnair / Norwegian / SAS                                                                                              |
| Gotemburgo          | Aeropuerto de Gotemburgo-Landvetter                     | Finnair |
| Visby               | Aeropuerto de Visby                                     | Finnair (estacional)                                                                                                   |
| Suiza               |                                                         | |
| Ginebra             | Aeropuerto Internacional de Ginebra                     | Finnair |
| Zúrich              | Aeropuerto Internacional de Zúrich                      | Finnair |

## Estadísticas

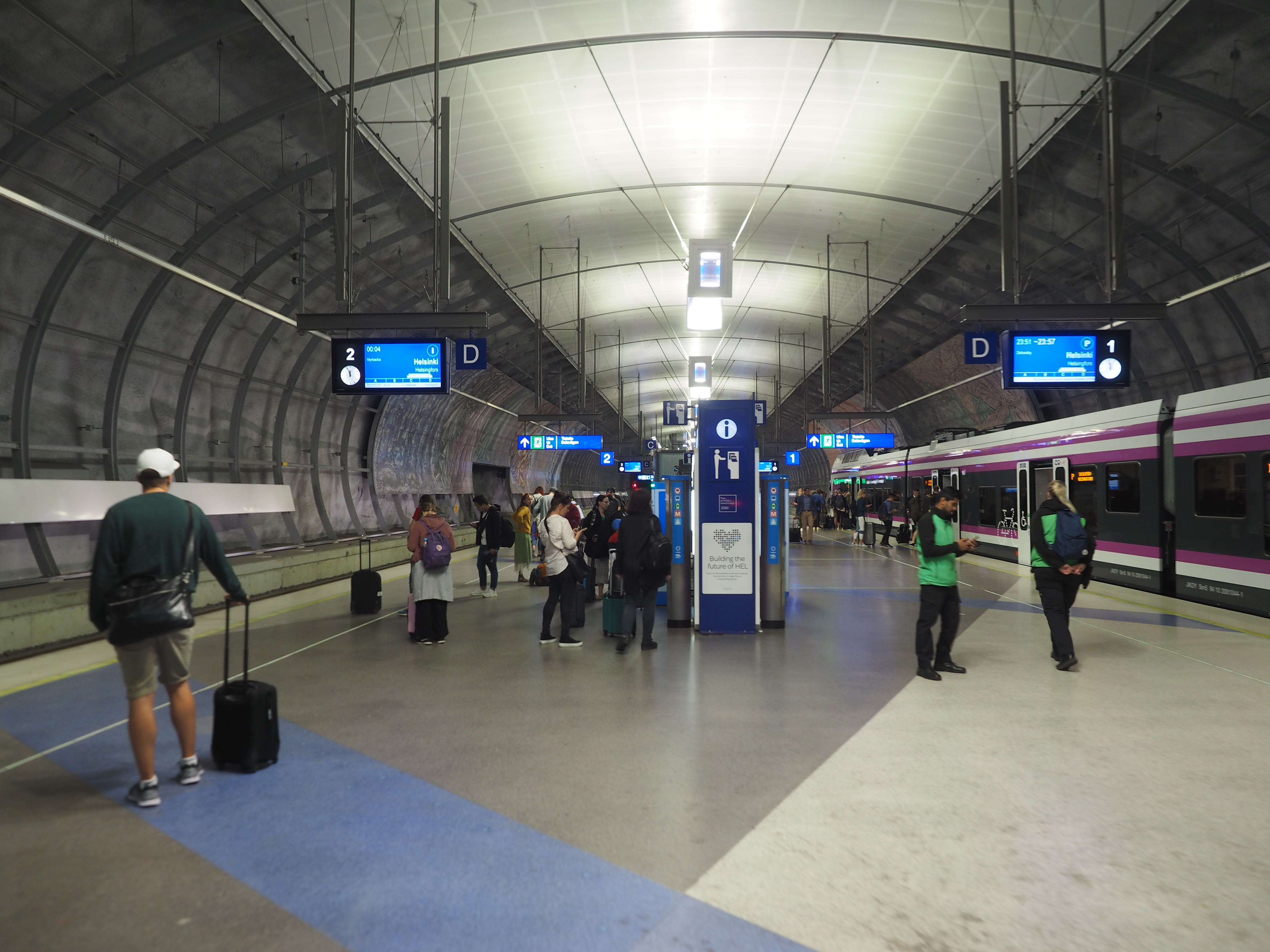
Estación del Aeropuerto de Helsinki

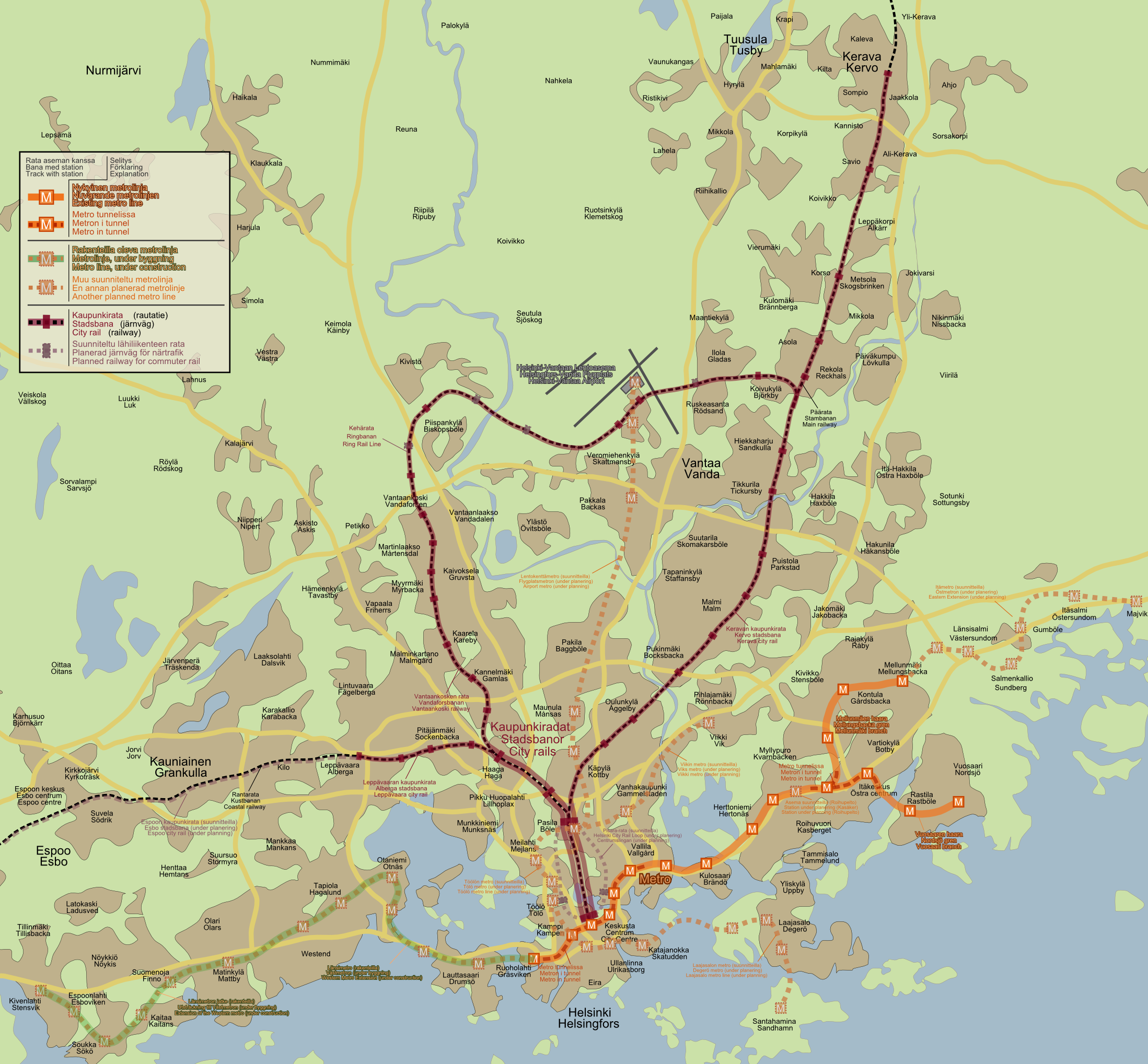
Red de cercanías de Helsinki

Ver fuente y consulta Wikidata.